# الحديدة (ذي عقيل)

تعديل مصدري - تعديل

الحديدة محلة تابعة لقرية ذي عقيل، التابعة لعزلة الفراعي بمديرية حبيش إحدى مديريات محافظة إب في الجمهورية اليمنية، بلغ تعداد سكانها 30 حسب تعداد اليمن لعام 2004.